# Francisco Elías de Tejada y Spínola
Francisco Elías de Tejada y Spínola (* 6. April 1917 in Madrid; † 18. Februar 1978 ebenda) war ein spanischer Philosoph und lehrte Rechtsphilosophie an verschiedenen Universitäten. Er vertrat den spanischen Traditionalismus und das europäische Naturrecht. Politisch war er ein Karlist.

## Leben
Elias de Tejada legte in Sevilla die Abiturprüfung 1933 ab (bachiller). Nach Studien dort und in Madrid ging er auch nach Berlin 1934 und Frankfurt am Main 1935. 1939 promovierte er zum Dr. iur. Neben der Rechtsphilosophie betrieb er (rechts-)historische Studien, auch zum Königreich Neapel in der spanischen Zeit und zu Portugal. Dabei ergab sich ein umfassendes Bild europäischer politischer Ideengeschichte.
Seit den 1940er Jahren verteidigte er den Karlismus im Umfeld von Franz Xaver von Bourbon-Parma. Doch 1962 distanzierte er sich zugunsten des Prinzen Carlos Hugo. 1963 nahm er an der Gründung des Centro de Estudios Históricos y Políticos „General Zumalacárregui“ teil, als dessen Präsident er kulturelle Aktivitäten und Kongresse über die Geschichte und Lehre der traditionalistischen Politik organisierte. In der Auflösungsphase der franquistischen Diktatur schloss er sich verschiedenen monarchistischen Gemeinschaften an.
Er lehrte an den Universitäten von Murcia (1941), Salamanca (1942), Sevilla (1951–1977) und nach einigen Schwierigkeiten Madrid.

## Schriften
- Las doctrinas políticas en la Cataluña medieval, Barcelona 1950 (katalanisch)
- Revolution und Tradition, in: Neues Abendland, 9 (1954), S. 675–680
- El Reino de Galicia hasta 1700, 1966
- ¿Qué es el carlismo?, Esciler, Madrid 1971
- El derecho natural, hoy, Madrid 1978
- La tradición portuguesa. Los orígenes (1140–1521), Editorial Actas, Madrid 1999
- La monarchia tradizionale [prefaci de Pino Tosca], Edizioni Controcorrente, Arile 2001